# مقاطعة كروفورد (أركنساس)
مقاطعة كروفورد (بالإنجليزية: Crawford County)‏ هي إحدى مقاطعات ولاية أركنساس في الولايات المتحدة الأمريكية.